# Aleš Pohorský
Aleš Pohorský (* 28. dubna nebo 8. dubna 1953, Praha) je český romanista, literární historik, vysokoškolský pedagog a překladatel z francouzštiny a do francouzštiny.

## Život
Narodil se roku 1953 v Praze. Jeho otec, Miloš Pohorský, byl rovněž literární historikem. Po maturitě roku 1971 začal studovat francouzštinu, češtinu a později i dějiny umění na Filozofické fakultě Univerzity Karlovy. V letech 1974–1975 absolvoval jednoleté studium na prestižní École normale supérieure v Paříži. Roku 1977 se stal asistentem v Ústavu pro českou a světovou literaturu Československé akademie věd a roku 1978 získal titul PhDr. za práci Rutebeuf a jeho význam ve středověkém básnictví. V letech 1982–1983 absolvoval vědecký pracovní pobyt na Ecole Normale Supérieure.
Roku 1984 se stal kandidátem věd za práci Guillaume Apollinaire – dobrodružství a řád básnického vidění reality. V tom samém roce se stal vědeckým pracovníkem v Ústavu pro českou a světovou literaturu Československé akademie věd, roku 1990 odborným asistentem na katedře romanistiky (nyní Ústav románských studií) Filozofické fakulty Univerzity Karlovy. Roku 1997 získal titul docenta obhajobou habilitační práce Prokletí poezie a od roku 2000 byl ředitelem Ústavu.
Zabývá se francouzskou literaturou (především středověkou) a překládá poezii a prózu z francouzštiny do češtiny, ale také z češtiny do francouzštiny (například Vančura, Fuks, Hrabal, Skácel, Holub, Mikulášek, Wernisch, Orten a další). Jako hostující profesor přednášel v Paříži na École normale supérieure a na École pratique des hautes études. Napsal celou řadu studii a doslovů týkajících se francouzské literatury. Roku 2013 obdržel od Ministerstva školství Francouzské republiky titul Rytíř Řádu akademických palem (Chevalier dans l’Ordre des Palmes académiques), vyznamenání za zásluhy ve vzdělání, vědě a kultuře.
V lednu 2024 byl odsouzen za krádež 26 cenných knih z knihovny Filozofické fakulty Univerzity Karlovy k peněžitému trestu 100 tisíc korun.

## Dílo

### Vlastní práce
- Guillaume Apollinaire: Dobrodružství a řád básnického vidění reality. Praha: Ústav pro českou a světovou literaturu 1985.
- Pásmo. in Poetika české meziválečné literatury. Praha: Československý spisovatel 1987.
- Prokletí básnící. Praha: Garamond 2000.
- Jarry a Apollinaire. in Alfred Jarry a česká kultura. Ostrava: Ostravská univerzita, Filozofická fakulta 2008.
- Apollinairův důvěrný deník in. Guillaume Apollinaire: Deník, Praha: Akropolis 2013.
- Apollinairovo Pásmo a sedmero českých překladů. in Naše Francie (francouzská poezie v českých překladech a ilustracích 20. století). Praha: Památník národního písemnictví 2018.

### Sestavené antologie
- 1985 – Arthur Rimbaud: Doušek jedu.
- 1987 – François Villon: Šibeničník.
- 1990 – MaXimuM poezie (antologie současné francouzské poezie).

### Překlady
- 1977 – Nicolas Boileau: Umění básnické. in: O umění básnickém a dramatickém.
- 1977 – Pierre Corneille: Druhá rozprava o tragédii a prostředcích, jak ji pojednat podle pravděpodobnosti a nutnosti. in: O umění básnickém a dramatickém.
- 1977 – Pierre Corneille: Třetí rozprava o třech jednotách děje, času, místa. in: O umění básnickém a dramatickém.
- 1981 – Guillaume Apollinaire: Hudebník ze Saint-Merry, spolupřekladatel.
- 1982 – Luis Buñuel: Do posledního dechu, společně s Renatou Pohorskou.
- 1987 – Pierre Petitfils: Verlaine.
- 1990 – MaXimuM poezie (antologie současné francouzské poezie).
- 2000 – Arthur Rimbaud: Sezóna v pekle; Iluminace
- 2001 – Jean Favier: François Villon.
- 2004 – Arthur Rimbaud: Sezóna v pekle; Iluminace; Dopisy vidoucího.
- 2011 – François René de Chateaubriand: Paměti ze záhrobí.
- 2015 – Marcel Beaujard: Odstíny mlhy.
- 2020 – Emmanuel de Las Cases: Memoriál ze Svaté Heleny.